# Giric di Scozia
Giric mac Dúngail, detto MacRath (Figlio della Fortuna), meglio conosciuto come Giric di Scozia, più raramente Greg, Quirico o Gregorio il Grande (... – Dundurn, 889), fu re di Scozia dall'878 all'889, congiuntamente a Eochaid.

## Biografia

### Ascesa al trono
Le origini di Giric sono assai incerte. Molte fonti asseriscono che fosse un parente dei precedenti sovrani del casato degli Alpin, ma non ci sono prove concrete di ciò. Sono noti solamente il nome di suo padre, Dungal, e il fatto che, secondo la legge della tanistry, i suoi diritti di successione parevano più forti di quelli del predecessore Aedh, fratello del defunto re Costantino I. Pare quindi che riuscì a sconfiggere Aedh in battaglia causandone la morte e ad assumere il potere nell'878, anche se costretto a condividerlo con Eochaid, nipote di Aedh.

### Rapporto con Eochaid
Il rapporto col suo co-regnante Eochaid rimane ancora oggi molto controverso. Se da una parte infatti le fonti asseriscono che, data la differenza d'età, Giric lo adottò e divenne suo mentore, altre sostengono che i due fossero nemici, e che regnassero in contrapposizione su diverse parti della Scozia. Giovanni di Fordun addirittura nemmeno menziona Eochaid, come se fosse stato il solo Giric a regnare effettivamente in quel periodo.
Sullo stesso Giric del resto si sa molto poco, e nel XX secolo si è ipotizzato che Eochaid incarnasse l'elemento scozzese del regno, mentre Giric invece la stirpe pitta; i due sarebbero quindi stati costretti a collaborare, o quanto meno a coesistere assieme come regnanti. Non si è tuttavia nemmeno certi della reale esistenza di Giric, come farebbe intendere la Cronaca dei re di Alba.

### Regno
Non molto è noto del regno di Giric, se non che governò per un periodo tra gli undici e i diciotto anni (la cifra accettata di solito è dodici, dall'878 all'889) e che fu un re molto devoto. Rese infatti indipendente la Chiesa di Scozia, ridotta in stato di servitù fin dall'epoca dei Pitti, e dopo l'eclissi solare del 16 giugno 885, giorno di san Quirico (Cyricus in latino, molto simile al nome del sovrano), fece costruire una chiesa dedicata al suo santo patrono in un posto da allora noto come Ecclesgrieg ("Chiesa di Quirico" o "Chiesa di Giric").
Anche le circostanze della sua caduta sono oscure: viene generalmente creduto morto a Dundurn nell'889 (forse assassinato da Eochaid), anche se qualche fonte lo riporta esiliato assieme al co-regnante dopo la presa di potere da parte del successore Donald II.
Sono ignoti suoi eventuali mogli e figli.

## Fama postuma di Giric
Questo altrimenti oscuro re scozzese antico viene generalmente citato nelle cronache come Gregory il Grande, poiché a partire dal Medioevo si sono formate molte leggende attorno alla sua figura. Nello specifico viene identificato con la misteriosa figura di MacRath della Profezia di Bréchan, un poema scoto-irlandese altomedievale che narra le gesta dei sovrani leggendari e antichi delle isole britanniche.
A Giric, sempre secondo le leggende, viene inoltre attribuita la definitiva liberazione della Scozia dai Pitti e la quasi totale conquista dell'Irlanda e dell'Inghilterra, sottratte a Gaelici, Anglosassoni e Vichinghi.